# عالمية بلا جذور
عالمية بلا جذور (بالإنجليزية: rootless cosmopolitan)‏، (بالروسية: безродный космополит) (باللاتينية: bezrodnyi kosmopolit) هو لقب سوفييتيًا يشير بالغالب إلى المثقفيين اليهود على أنه اتهام لعدم ولائهم الكامل للاتحاد السوفيتي خلال حملة المناهضة العالمية في 1948-1953. بدأت حملة المناهضة العالمية في عام 1946 عندما هاجم جوزيف ستالين الكتاب الذين كانوا من أصل يهود في خطاب ألقاه في موسكو وبلغت ذروتها في الكشف عن مؤامرة للأطباء الغير موجودة في عام 1953.

## ألاصل
تمت صياغة تعبير (عالمية بلا جذور) في القرن التاسع عشر من قبل الناقد الأدبي الروسي فيساريون بيلينسكي لوصف الكتاب الذين يفتقرون إلى الشخصية القومية الروسية. أتت الفكرة أيضًا من الناقد الرومانسي الألماني Bodenlosigkeit («غياب الجذور»، «الأرض»)

## التاريخ

### في زمن ستالين
وفقًا للصحفية ماشا جيسون، ظهر تعريف موجز للعالمية بلا جذور في عدد من مجلة Voprosy Istorii (قضايا التاريخ) في عام 1949: "إن العالمية بلا جذور " يزور ويشوه الدور التاريخي العالمي للشعب الروسي في بناء المجتمع الاشتراكي والانتصار على أعداء البشرية على الفاشية الألمانية في الحرب الوطنية العظمى" كما صرحت أيضًا أن المصطلح المستخدم لكلمة "روسي" هو مصطلح حصري يعني العرق الروسي فقط، ويخص ذلك "أي مؤرخ أهمل في ترديد الثناء للروس الأبطال من أصل روسي كان خائنًا على الأرجح"

#### وفقًا لكاثي س.جيلبين
منذ عام 1946 فصاعدًا، عندما أصبح أندريه جدانوف مديرًا للسياسة الثقافية السوفيتية، سلط الخطاب السوفييتي الضوء بشكل متزايد على هدف الثقافة السوفيتية الخالصة التي تحررت من الانحطاط الغربي. أصبح هذا واضحًا، على سبيل المثال، في مقال نُشر في الجريدة الأسبوعية السوفيتية Literaturnya gazeta في عام 1947، والذي استنكر التعابير المزعومة عن (العالمية بلا جذور) لها باعتبارها معادية للثقافة السوفيتية. من عام 1949 فصاعدًا، بدأت عمليات الإعدام في جميع أنحاء الاتحاد السوفيتي والدول التابعة له، عندما اتهم اليهود بالمؤامرة الصهيونية العالمية.

#### وفقًا لمارغريتا ليفانتوفسكايا
حددت الحملة ضد (العالمية بلا جذور) في الأربعينيات والخمسينيات من القرن الماضي بأنهم مواطنين يفتقرون إلى الوطنية وينشرون النفوذ الأجنبي داخل الاتحاد السوفيتي، بما في ذلك نقاد المسرح والشعراء والأطباء الناطقين بالهجة اليديشية. وقد اتُهموا بنشر فلسفات أوروبية غربية عن الجماليات، والمواقف المؤيدة لأمريكا، والصهيونية، أو مستويات الاهتمام باليهود وتدميرهم خلال الحرب العالمية الثانية. كانت عبارة «العالمية بلا جذور» مرادفة لمصطلح «الأشخاص بلا هوية» و «المتجولون بلا جوازات سفر» عند تطبيقها على اليهود، وبالتالي التأكيد على وضعهم كغرباء.

### بعد ستالين
يعتبر هذا المصطلح مجازًا معاديًا للسامية.